# 盖叫天
盖叫天（1888年11月13日—1971年1月15日），原名张英杰，号燕南，男，直隶高阳（今河北省内）人，中国京剧表演艺术家，以藝名蓋叫天聞名於世。

## 生平
幼年時，便進入天津隆庆和科班，學習武生，后改習老生。倒嗓後仍演武生，以短打武生为主。长期在上海等地演出，宗法李春来并且有所发展创新，最终形成了自己独特的艺术风格，世称“盖派”。代表剧目有《武松》、《十字坡》、《三岔口》、《一箭仇》等。
1934年，他在演出《狮子楼》时，为了不压伤同台演出的同伴，他不慎摔断了右腿腿骨，但却继续演出，强忍疼痛直到幕布被拉上。
1949年後，出任浙江省文学艺术界联合会副主席、中国戏剧家协会浙江分会主席。
中華人民共和國成立後，在1954年給他拍攝《蓋叫天的舞台藝術》京劇電影（白沉導演，黑白），涵蓋《白水灘》、《七雄聚義》、《茂州廟》、《劈山救母》、《英雄義》、《武松》8出戲的精彩橋段，由上海京劇院的前身上海市人民京劇團聯演，王燮元打鼓（職稱是「指揮」，鼓師是京劇樂隊的總指揮）。
1963年，在周恩來主導下，給他拍了《武松》，是他第二部京劇電影，也是他第一部彩色京劇電影，琴師郝德泉、黎秋覺，高明亮打鼓（職稱「指揮」），周恩來原請崔嵬執導，後來在應雲衛、俞仲英兩位導演手裡完成。
1966年，文化大革命爆发，盖叫天被安上「反動藝術權威」、「反對樣板戲」等罪名，双腿再次被压断。他在度过5年凄凉的晚年生活后溘然病逝。
其墓址座落于杭州西湖丁家山麓、西山路边。

## 身後

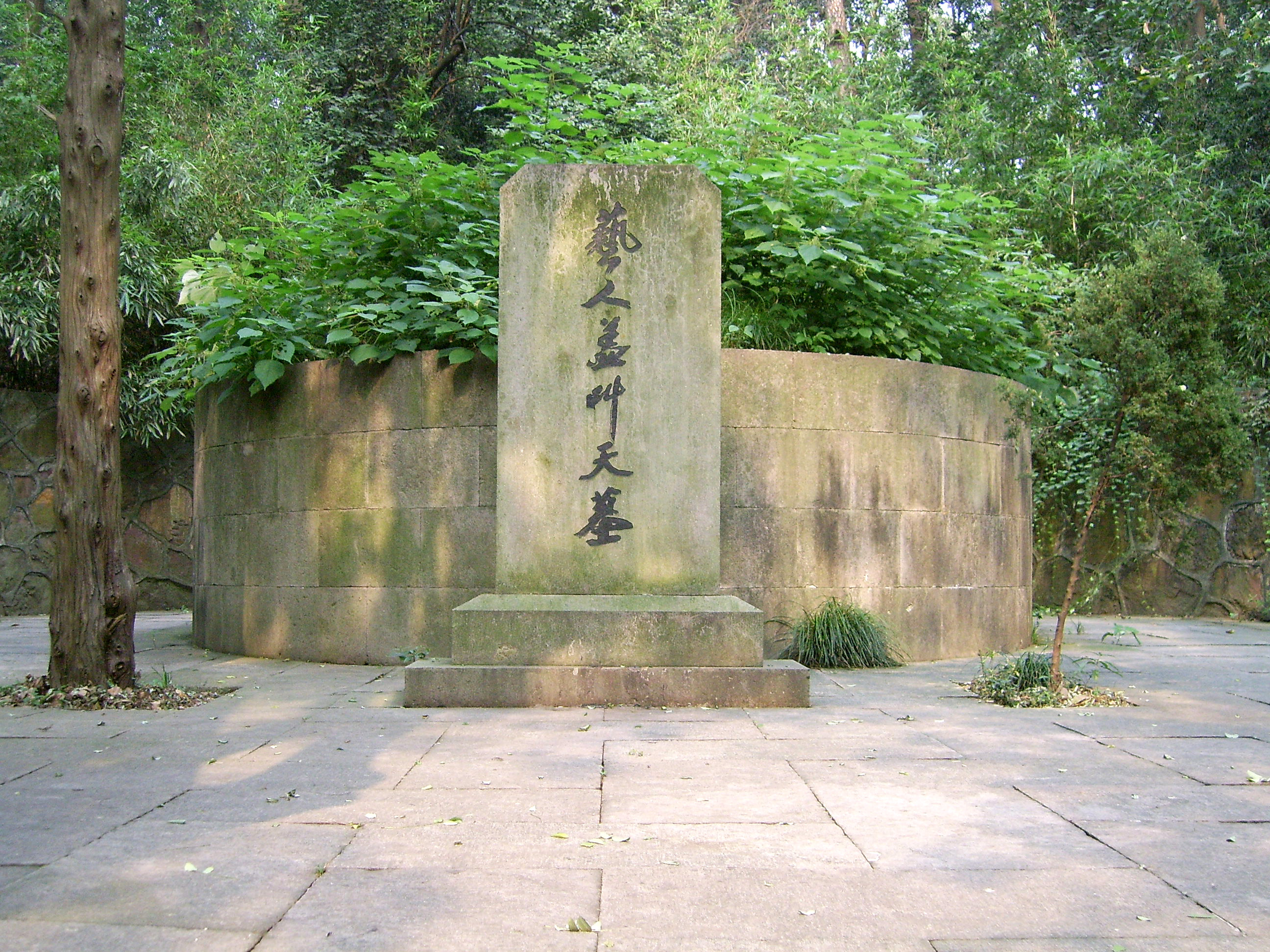
盖叫天墓

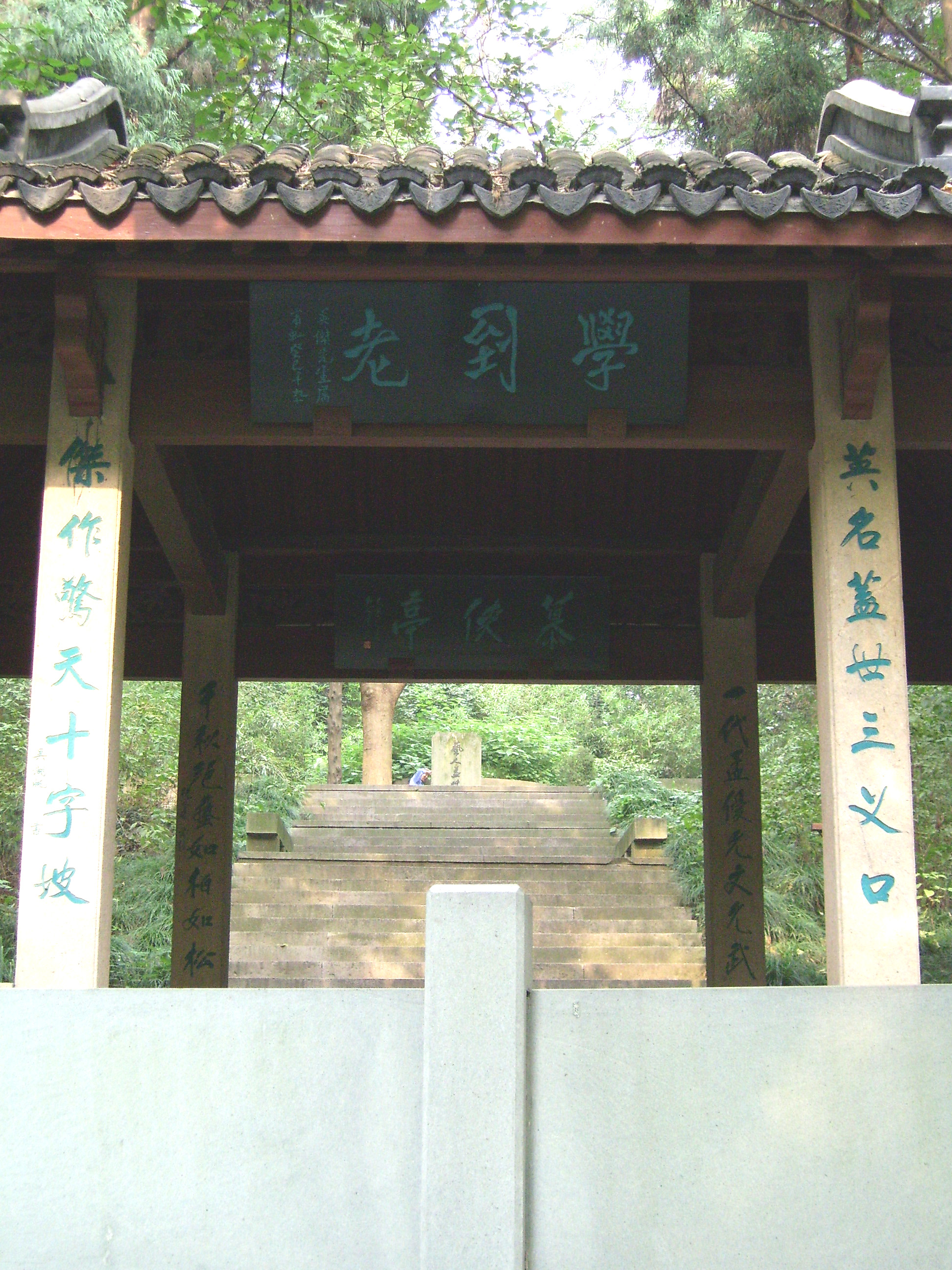
盖叫天墓前的“学到老”亭

1986年，浙江省人民政府重修了盖叫天墓，并将盖叫天的骨灰移葬此处。墓前门楼和石牌坊题有黄宾虹手书 “学到老”匾额，沙孟海等人撰写的楹联“英名盖世三岔口，杰作惊天十字坡。”和“燕北真好汉，江南活武松。”分别取典于盖叫天生前的拿手剧目和他的籍贯以及称号。
他的藝術心得被集成《粉墨春秋》、《蓋叫天表演藝術》、《燕南寄廬雜談》等書。